# 박양우
박양우(朴良雨, 1958년 11월 20일 ~ )는 대한민국의 정무직 공무원인 정치인이다.

## 학력
- 제물포고등학교 졸업
- 중앙대학교 행정학 학사
- 서울대학교 행정대학원 행정학 석사
- 시티 대학교 대학원 예술행정학 석사(1991년)
- 한양대학교 대학원 관광학 박사(2007년)

## 경력
- 1979년: 제23회 행정고등고시 합격
- 1994년 5월 ~ 1995년 4월: 문화체육부 기념물 과장
- 1995년 7월 ~ 1997년 7월: 영국 예술위원회
- 1997년 7월 ~ 1998년 4월: 문화체육부 국제관광과장
- 1998년 4월 ~ 1999년 6월: 대통령비서실 행정관
- 문화관광부 공보관
- 2001년 1월 ~ 2002년 8월: 문화관광부 관광국장
- 2002년 8월 ~ 2005년 8월: 주 뉴욕 대사관 한국문화원장
- 2005년 8월 ~ 2006년 2월: 문화관광부 문화산업국장
- 2006년 2월 ~ 2006년 8월: 문화관광부 정책홍보관리실장
- 2006년 8월 ~ 2008년 2월: 제12대 문화관광부 차관
- 2009년 ~ 2010년: 중앙대학교 부총장
- 한국예술경영학회장(2009.02~2013.02, 5회 6회)
- 2008년 3월 ~ 2019년: 중앙대학교 예술대학원 예술경영학과 교수
- 2011년 6월: 제7대 한국영상산업협회 회장
- 2013년 3월 ~ 2018년 7월: CJ E&M 사외이사 겸 감사위원
- 2015년 3월 ~ 2017년 1월: 광주비엔날레 대표이사 (임기내 중도사임, 본 임기 3년)
- 2018년 7월 ~ 2019년 3월: CJ ENM 사외이사 겸 감사위원
- 2019년 4월 ~ 2021년 2월: 제8대 문화체육관광부 장관
- 2019년 4월 ~ 2021년 2월: 대통령직속 국가균형발전위원회 당연직위원
- 2019년 4월 ~ 2021년 2월: 녹색성장위원회 당연직위원
- 2021년 8월 ~ : 광주비엔날레 대표
- 2021년 11월 ~ : 세계태권도연맹 부총재
- 한국독립교회선교단체연합회 KAICAM 목사
- (사)국제논스크립트콘텐츠협회 회장

## 수상
- 1992년: 대통령표창
- 2002년: 녹조근정훈장
- 2009년: 황조근정훈장

| 전임 유진룡 | 제12대 문화관광부 차관 2006년 8월 9일 ~ 2008년 2월 29일 | 후임 김장실 (문화체육관광부 제1차관) |

| 전임 도종환 | 제8대 문화체육관광부 장관 2019년 4월 3일 ~ 2021년 2월 10일 | 후임 황희 |